# Vleuten-De Meern
Vleuten-De Meern est une ancienne commune néerlandaise de la province d'Utrecht. En 1999, deux ans avant sa suppression, la commune comptait 19 430 habitants.
La commune de Vleuten-De Meern a été créée le 1er janvier 1954 par la fusion de quatre communes :
- Haarzuilens, comportant le village de Haarzuilens et le hameau de Themaat ;
- Oudenrijn, comportant le village d'Oudenrijn et les hameaux de Heikop, Papenkop et Galekop, mais sans réel centre,
- Veldhuizen, comportant le hameau du même nom, plusieurs polders et la partie méridionale de De Meern,
- Vleuten, comportant les villages de Vleuten et le reste de De Meern.

Afin que le nouveau quartier Leidsche Rijn soit situé dans la même commune que la ville d'Utrecht dont il est une extension, Utrecht a annexé Vleuten-De Meern en 2001.